# Ariel Gebhardt
Ariel Gebhardt (* 1. August 1991 in Denver, Colorado; bis 2016 Ariel Turner) ist eine ehemalige US-amerikanische Volleyball-Nationalspielerin.

## Karriere
Turner begann ihre sportliche Laufbahn an ihrer Heimatuniversität in Purdue, wo sie von 2008 bis 2012 spielte. Im Anschluss wechselte sie zum französischen Topklub Volley-Ball Nantes. In ihrer ersten Saison wurde sie mit ihrem Verein Vizemeister. In ihrem zweiten Spieljahr konnte sie mit insgesamt 444 erzielten Punkten zur besten Angreiferin der französischen Liga avancieren. Zur Saison 2015/16 wechselte sie in die Bundesliga zum Schweriner SC. 2016 entschied sie sich den Mädchennamen ihrer Mutter anzunehmen und spielte seitdem unter dem Familiennamen Gebhardt. In ihrem zweiten Jahr in Deutschland wurde sie mit den Schwerinerinnen Deutsche Meisterin. Im Anschluss entschied sie sich ihre Profikarriere zu Gunsten eines Studiums zu beenden.
Turner kommt auf sieben Einsätze für die Volleyballnationalmannschaft der Vereinigten Staaten.